# 明如海
明如海，是明學文的父親，夏太祖明玉珍的祖父。
天統元年（1363年），明玉珍稱帝，他被尊為皇帝，諡號昭順皇帝。